# Нордийст Азия Трейд Тауър
„Нордийст Азия Трейд Тауър“ е небостъргач, намиращ се в град Инчон, Южна Корея.
Строителството му започва през 2006 и приключва през март 2011 г. Сградата има 68 етажа и е висока 308 метра без антената и 312 м с нея. Тя е най-високата сграда в Южна Корея при нейното завършване и туристическа атракция в града.